# Augusto Gaetano Avanzini
Augusto Gaetano Avanzini (Milano, 27 gennaio 1896 – Sanremo, 9 marzo 1979) è stato un calciatore italiano, di ruolo centrocampista.
Durante la prima guerra mondiale fu fatto prigioniero e detenuto nel campo di prigionia per ufficiali di Ellwangen.

## Carriera

### Giocatore
È stato nel Milan per sei stagioni anche se ha fatto il suo esordio nella stagione 1913-1914 il 15 febbraio 1914 in Milan-Juventus 3-1. In totale ha giocato in rossonero tredici partite ufficiali.